# Barbus multilineatus
Barbus multilineatus är en fiskart som beskrevs av Worthington, 1933. Barbus multilineatus ingår i släktet Barbus och familjen karpfiskar. IUCN kategoriserar arten globalt som livskraftig. Inga underarter finns listade.